# Binsey
Binsey är en kulle i Storbritannien.   Den ligger i grevskapet Cumbria och riksdelen England, i den centrala delen av landet, 400 km nordväst om huvudstaden London. Toppen på Binsey är 447 meter över havet, eller 267 meter över den omgivande terrängen. Bredden vid basen är 12,1 km.
Terrängen runt Binsey är kuperad åt sydost, men åt nordväst är den platt.Runt Binsey är det ganska tätbefolkat, med 70 invånare per kvadratkilometer. Närmaste större samhälle är Cockermouth, 11,3 km sydväst om Binsey. Trakten runt Binsey består i huvudsak av gräsmarker.